# O mein Papa
O mein Papa (oder: Oh mein Papa) ist der Titel eines Chansons aus der am 1. April 1939 uraufgeführten musikalischen Komödie Der schwarze Hecht, der später zum Schlager und zum Evergreen wurde.

## Entstehungsgeschichte
Der Schweizer Komponist Paul Burkhard (1911–1977) schrieb zusammen mit Jürg Amstein und Erik Charell insgesamt fünf Titel für das Musical Der schwarze Hecht. Höhepunkt der komischen Revueoperette ist das Lied O mein Papa, erstmals vorgetragen von Erna Lenser in – vorgegebenem – gebrochenem Hochdeutsch mit osteuropäischem Akzent während der Uraufführung am 1. April 1939 im Schauspielhaus Zürich. Insgesamt brachte es das Musical hier auf elf Aufführungen.
Elf Jahre später, 1950, wurde die Revueoperette neu aufgegriffen. Die hochdeutsche Variante der Schweizerdeutschen Originalrevue wurde am 16. März 1950 unter dem Titel Das Feuerwerk im Münchner Staatstheater am Gärtnerplatz uraufgeführt. Hieraus wählte die Schweizer Schlagersängerin Lys Assia (1924–2018) das einfühlsame O mein Papa aus, das sie erstmals 1950 im Zürcher Bernhard-Theater sang. Dieses Wunschkonzert wurde auch vom Schweizer Rundfunk übertragen; unter dessen Zuhörern befand sich ihr schwerkranker Vater, der noch in derselben Nacht verstarb. Der Liedtext handelt von einer jungen Frau, die bewundernd über ihren Vater singt, der als ein berühmter Zirkusclown und Artist aufgetreten war.

## Version von Lys Assia

Lys Assia – O mein Papa

Lys Assias Version entstand im März 1950 mit dem Studio-Orchester von Radio Beromünster unter der Leitung von Komponist Paul Burkhard. Die Single O mein Papa / Ponylied (Decca 49 124, Telefunken 10 973) erschien im Januar 1954 in der deutschen Hitparade. In der Liste für Mai 1954 der Zeitschrift „Der Automatenmarkt“, welche die Einsätze an Musikautomaten auswertete, stand sie auf Platz 4.
Die Verfilmung der Revue unter dem Titel Feuerwerk mit Lilli Palmers (1914–1986) Fassung des Liedes sorgte ab der Premiere am 16. September 1954 für weiteren Erfolg der Assia-Single, die im August 1954 bis auf Rang 7 der deutschen Hitparade vordrang.
Mit der Aufnahme erlangte Lys Assia in Deutschland große Bekanntheit, bereits der Nachfolgehit Schwedenmädel gelangte im Mai 1954 auf den ersten Rang der deutschen Charts. Assia brachte 6 weitere Versionen von O mein Papa heraus, darunter 1960 für Philips (345215 PF), 1964 für Telefunken (55973) und im November 2008 für Cariblue (LP Refrain des Lebens; 14030 2).
1953 brachte Rita Wottawa eine weitere deutschsprachige Version heraus. In Deutschland konnten noch die Instrumentalfassungen von Ray Anthony (Juni 1954) und Harry James (September 1954) die Hitparade erreichen.

## Millionenseller

Eddie Calvert – Oh, Mein Papa

Der britische Trompeter Eddie Calvert nahm am 29. Juli 1953 unter Musikproduzent Norrie Paramor in den Abbey Road Studios eine Instrumentalfassung auf. Diese kam am 18. Dezember 1953 in die britischen Charts, wo sie ab 8. Januar 1954 Rang eins für neun Wochen belegte. Gleichzeitig drang sie in den USA bis auf Rang sechs vor und war damit der erste Tophit aus Großbritannien in der amerikanischen Hitparade. Calverts um einen Chor ergänzte Trompetenfassung verkaufte über 3 Millionen Exemplare, eine Million davon bereits Anfang 1954. Den englischen Text verfassten John Turner (Jimmy Phillips) und Geoffrey Parsons fast wortgetreu nach dem deutschsprachigen Original. Calverts Fassung war der erste Millionenseller eines britischen Soloinstrumentalisten in den USA. Zugleich war es der erste Millionenseller aus den Abbey Road-Tonstudios.
Am 12. Dezember 1953 stand Eddie Fisher mit dem Orchester Hugo Winterhalter im Tonstudio, um eine Vokalversion unter dem Titel Oh! My Pa-Pa einzuspielen (Victor 5552). Diese verbrachte 8 Wochen auf Nummer 1 in den USA und verkaufte über eine Million Exemplare.

## Weitere Coverversionen
Das Lied wurde in 42 Sprachen übersetzt, Coverinfo listet 67 Coverversionen auf. Wilma Landkroon sang eine niederländische Version Oh mijn Papa, zu hören auf der 1992 erschienenen CD 19 Successen. Dodo Jud coverte im Jahr 2012 die Version von Lys Assia in der Sendung des Schweizer Fernsehen „Cover Me“'. Komponist Burkhard sagte einmal prognostisch über sein Werk: „Eine Melodie soll haften, ich bin nicht einmal unglücklich, wenn sie im Fall von ‚O mein Papa‘ … sogar ein Schlager wird und über die ganze Welt geht. Es ist mir daran gelegen, dass das Publikum meine Lieder im Ohr behält.“